# −40 (število)
−40 (minus štirideset) je negativno celo število.
Temperatura −40 (stopinj) je enaka na Celzijevi in Fahrenheitovi lestvici; pogosto se imenuje štirideset pod ničlo.